# Bereniké (szeleukida királyné)
Bereniké (görög betűkkel: Βερενίκη, más néven Bereniké Phernophorosz, „Hozományvivő” vagy Bereniké Szüra, „Szíriai”; i. e. 275 körül – i. e. 246) ptolemaida kori egyiptomi hercegnő és szeleukida királyné volt, II. Ptolemaiosz és I. Arszinoé leánya, II. Antiokhosz szeleukida uralkodó felesége.

## Élete
II. Ptolemaiosz egyiptomi ptolemaida király lánya volt első feleségétől, I. Arszinoétól. Két fivére volt, a későbbi III. Ptolemaiosz, valamint Lüszimakhosz. Mikor i. e. 253-ban II. Ptolemaiosz és II. Antiokhosz szeleukida uralkodó békekötésével véget ért a második szíriai háború, Berenikét férjhez adták Antiokhoszhoz, aki emiatt elvált első feleségétől, I. Laodikétől, és Bereniké születendő gyermekeit tette meg örököséül.
I. e. 246-ban, Ptolemaiosz halálát követően Antiokhosz visszament első feleségéhez, Laodikéhez, és nem sokkal később meghalt, feltehetőleg mérgezés következtében. Bereniké régensként kívánt uralkodni csecsemő fia, Antiokhosz nevében, de Laodiké mindkettejüket megölette. Bereniké fivére, III. Ptolemaiosz követte apjukat a trónon; hogy megbosszulja testvére halálát, hadat üzent a szeleukidáknak, és a harmadik szíriai háború során megölte Laodikét. Ezt a bibliai Dániel könyve is említi.

## Fordítás
- Ez a szócikk részben vagy egészben  a   Berenice (Seleucid queen) című angol Wikipédia-szócikk ezen változatának fordításán alapul.  Az eredeti cikk szerkesztőit annak laptörténete sorolja fel. Ez a jelzés csupán a megfogalmazás eredetét és a szerzői jogokat jelzi, nem szolgál a cikkben szereplő információk forrásmegjelöléseként.

## Külső hivatkozások
- Women in power 500 - C. E. 1